# Boris Coroliuc
Boris Coroliuc (n. 24 octombrie 1930, Hincăuți, raionul Edineț, Republica Moldova – d. 24 octombrie 2016, Bălți, municipiul Bălți, Republica Moldova) a fost un om de știință și profesor sovietic și moldovean, doctor în filosofie. În anii 1975-1985 a fost rector al Universității de Stat „Alecu Russo” din Bălți.

## Biografie
S-a născut în satul Hincăuți (acum în raionul Edineț, Republica Moldova) din județul Hotin, România interbelică. În 1950 a absolvit școala medie Nr. 1 din Briceni, ulterior, a studiat și absolvit Facultatea de Istorie și Filologie a Universității de Stat din Chișinău. A fost profesor de istorie (1955), șef de studii (1955-1956), director (1956-1960) în cadrul școlilor din Trebisăuți, Mărcăuți, Briceni și Edineț. 
În anii 1960-1964 și 1967-1969 a fost lector superior al Universității „Alecu Russo”, iar între aceste perioade, urmează doctorantura la Universitatea de Stat din Kiev (1964-1967). În anii 1969-1975 a fost profesor asociat al Departamentului de Istorie, Decan al Facultății de Filologie din cadrul Universității „Alecu Russo”. În anii 1975-1985, a fost rectorul universității menționate. Ulterior, în 1985-1987, a ocupat funcția de director al Institutului Republican pentru Pregătirea Avansată a Profesorilor din Chișinău. În anii 1990, a predat la Colegiul Politehnic din Bălți, mai târziu, a fost profesor asociat al Departamentului de drept public al Universității „Alecu Russo”.